# Granica kazachsko-rosyjska
Granica kazachsko-rosyjska – granica międzypaństwowa istniejąca od 1991 roku (po rozpadzie ZSRR), ciągnąca się na długości 7598,8 kilometrów od trójstyku z Chinami po wybrzeże Morza Kaspijskiego, rozdzielająca Rosję i Kazachstan.

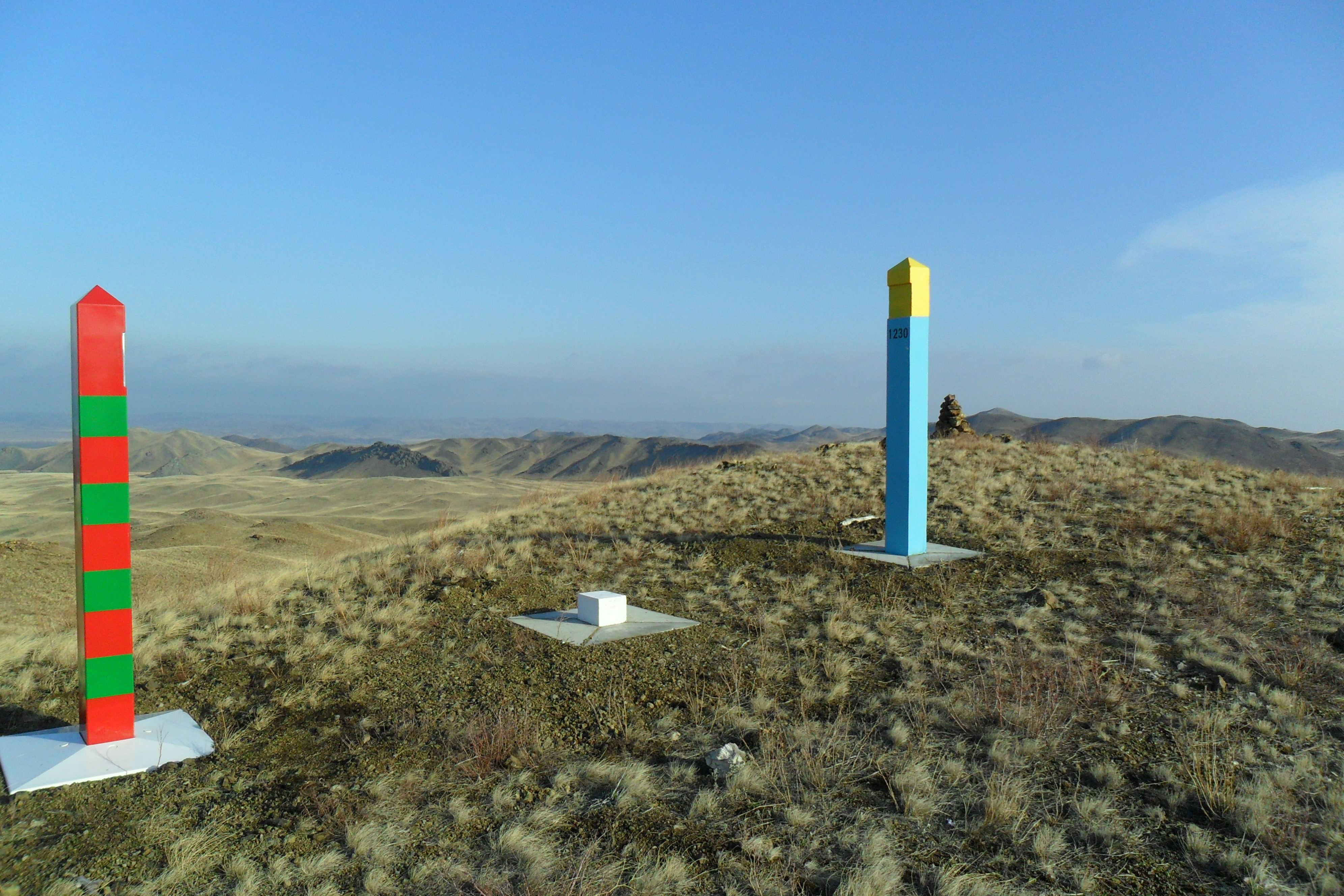
Słupy graniczne Federacji Rosyjskiej oraz Republiki Kazachstanu

Jest to druga co do długości granica międzypaństwowa na świecie (około 1300 km krótsza od granicy amerykańsko-kanadyjskiej).
Na granicy Kazachstanu i Rosji nie prowadzi się kontroli.